# Обстрелы Израиля из Ливана

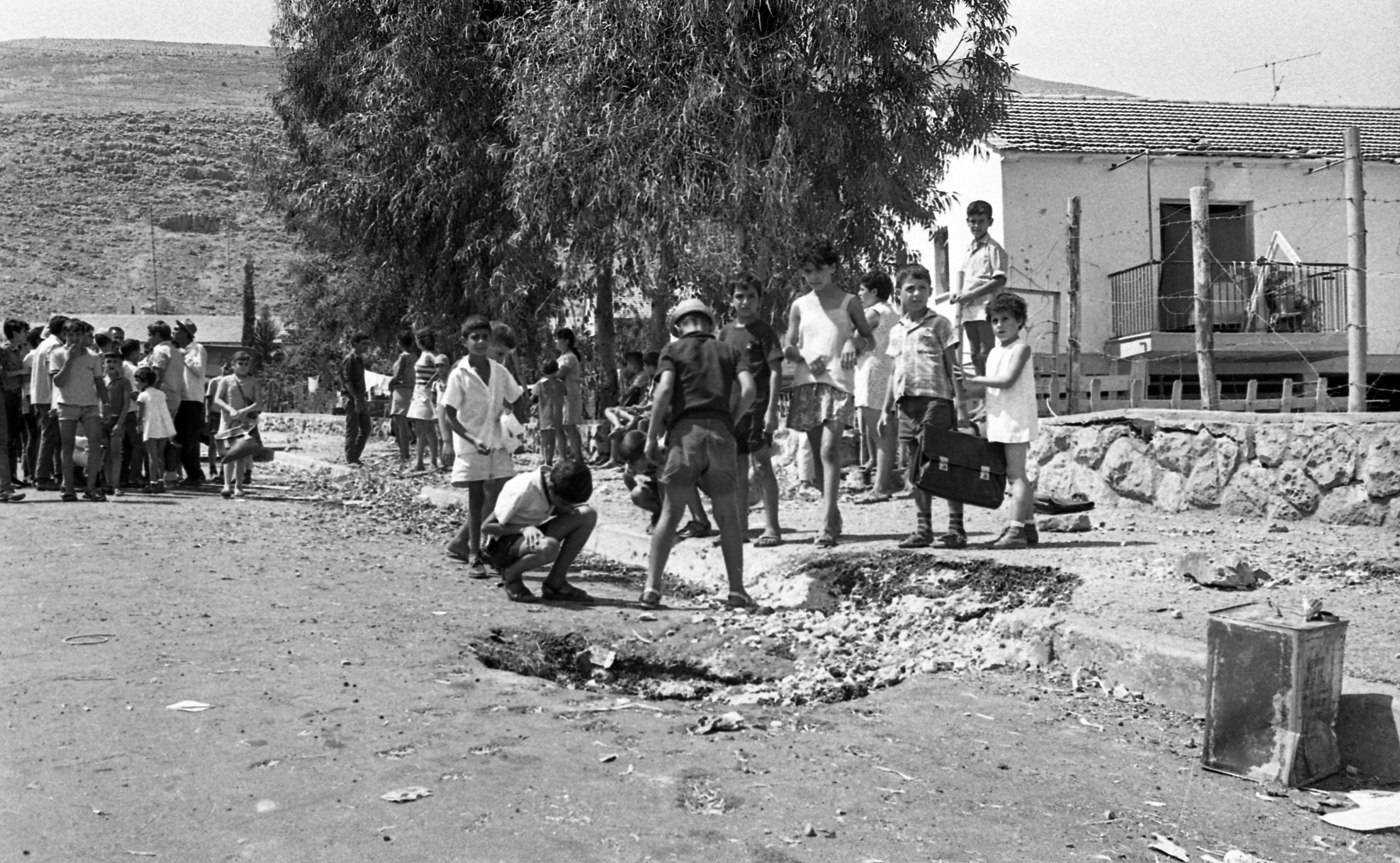
Вид на Кирьят-Шмону после обстрела «Катюш», в результате которого погибли двое мирных жителей, 3 сентября 1969 года

Список ракетных, миномётных и артиллерийских обстрелов территории Израиля, осуществлённых из Ливана. Информация представлена в хронологическом порядке.
Запуск ракет из Ливана в сторону Израиля является одним из видов враждебных действий против Израиля со стороны использующих методы террора организаций, находившихся в Ливане, сначала в основном «Организации освобождения Палестины», а затем «Хезболлы». Ракеты направлены как правило против гражданского населения Израиля. После начала XXI века ракетные обстрелы превратились в общую стратегическую угрозу Израилю. В период между Второй Ливанской войной и Войной Израиля с Хамасом наблюдалось снижение количества пусков, причём большая часть из них производилась не Хезболлой.
По разным оценкам, у Хезболлы имеется 150 000—200 000 ракет производства России, Сирии и Ирана, а в условиях войны она могла бы теоретически выпускать по Израилю в среднем 1200 ракет каждый день. Существуют разные оценки масштабов ракетно-ракетного арсенала «Хезболлы», она имеет около 40 000 ракет «Град», которые могут быть выпущены на малой дальности 15-20 км, около 80 000 ракет «Фаджр-3» и «Фаджр-5», Хебар или Раад 2 и 3, которые используются для средне-дальних расстояний — до 100 км, и около 30 000 ракет типа Зилзал или Fateh-110 (M600) для дальних расстояния в 200—300 км. Хезболла получила из Сирии ряд ракет Скад C и D (9К72 «Эльбрус») дальностью 700 км, несколько сотен снарядов «Фатх 110», которые несут около полутонны взрывчатки и оснащены точными навигационными механизмами на основе GPS и обладают значительной точностью и разрушительным потенциалом. По состоянию на 2021 год на юге Ливана недалеко от границы с Израилем у «Хезболлы» есть около 130 000 ракет.

## 1980-е
- Июль 1981 года. ООП совершила сильный и неизбирательный артиллерийский обстрел Галилеи, используя ракеты «Катюша» и 130-мм пушки. Обстрел длился 10 дней.
- Июнь 1982 года. Двадцать израильских деревень подверглись бомбардировке со стороны ООП, трое израильтян были ранены[3].

## 1990-е
- 31 марта 1995 года. В результате ракетного обстрела Нагарии погиб 18-летний подросток.
- 9 апреля 1996 года. Мощный ракетный обстрел, произведённый Хезболлой по городам Галилеи, стал причиной начала операции ЦАХАЛа «Гроздья гнева».

## 2006

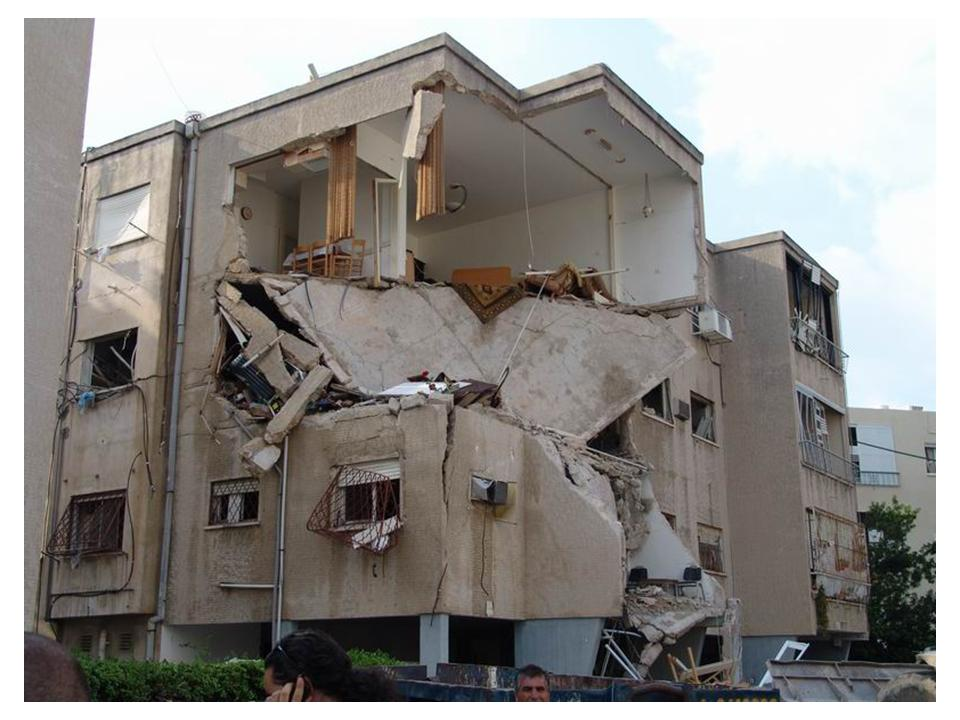
Разрушения от попадания ракеты в район Бат-Галим города Хайфа во время Второй ливанской войны

- Во время ливанской войны 2006 года «Хезболла» выпустили около 4000 ракет по Израилю[4].

## 2007
- 7 февраля. Возле Авивима произошла перестрелка между Ливанскими вооружёнными силами и Армией обороны Израиля, кульминацией которой стал выстрел из двух танковых снарядов ЦАХАЛа над границей. Пострадавших с обеих сторон не было[5]. Генеральный секретарь ООН заявил, что это был первый вооружённый инцидент со времени окончания последней войны и что первый огонь был совершён ливанской армией без какой-либо провокации, поскольку ЦАХАЛ действовал на территории Израиля[6].
- 17 июня. Две ракеты «Катюша» были выпущены из Ливана по северному Израилю и поразили город Кирьят-Шмона[7]. Ракеты причинили некоторый ущерб, но без жертв[8][9]. Премьер-министр Израиля Эхуд Ольмерт назвал инцидент «очень тревожным»[8][9]. Посол России в Ливане Сергей Букин выразил обеспокоенность по поводу инцидента и заявил, что это является нарушением резолюции ООН 1701[10]. Ранее неизвестная воинствующая исламская группировка, называющая себя «Бригады джихада Бадра — ливанское отделение», взяла на себя ответственность и пообещала продолжать нападения, заявив: «Мы обещали нашему народу джихад. Здесь мы снова наносим удар по сионистам, когда группа из Бригад джихада Бадра нанесла удар. сионистов на оккупированной палестинской территории»[10].

## 2008
- 8 января. Обстрел ракетами города Шломи[7].

## 2009
- 8 января. Минимум три ракеты «Катюша» были выпущены по району Нагарии. Одна из ракет попала в дом престарелых. По меньшей мере три человека были ранены[7], у одного сломана нога, другие пострадали от шока. Свидетель рассказал, что второй этаж здания, где спали жильцы, серьёзно пострадал, и что многие спаслись, так как находились в это время в столовой. Полиция Израиля приказала жителям города оставаться вблизи укреплённых районов, а жителям регионального совета Шломи было приказано открыть бомбоубежища; школу в этом районе закрыли. Обстрел произошёл во время операции «Литой свинец»[11][12][13].
- 14 января. Обстрел пятью ракетами[7]. По данным газеты «Гаарец», нападение и предыдущее были осуществлены «Хезболлой» через доверенное лицо Народного фронта освобождения Палестины — Главного командования, близкого союзника «Хезболлы»[14]. Генеральный секретарь ООН Пан Ги Мун выразил тревогу по поводу инцидента и призвал стороны к сдержанности[15].
- 21 февраля. Две ракеты были выпущены вблизи от ливанского прибрежного города Эн-Накура по северному Израилю, одна попала в израильскую деревню, в которой преобладают христиане и арабы[16]. По крайней мере два человека получили ранения[7].
- 11 сентября. Две ракеты «Катюша» были выпущены из Ливана по Израилю. Одна ракета попала в район Нагарии, а другая — в район кибуца Гешер-ха-зив[англ.]. Ракеты вызвали панику: жители заходили в бункеры, а детей эвакуировали из школ. Премьер-министр Израиля Биньямин Нетаньяху заявил, что нападение нарушило резолюцию 1701 Совета Безопасности ООН и что Израиль привлекает к ответственности за это правительство Ливана[4][17][18]. Ответственность за обстрел взяла «Фатх-аль-Ислам»[7]. Организация Объединённых Наций осудила нападение на Израиль и призвала обе стороны «проявлять максимальную сдержанность»[4].
- 27 октября. Ракета «Катюша» была выпущена из ливанского города Хула по Израилю, поразив открытую местность к востоку от Кирьят-Шмоны. Ракета вызвала пожар, однако о серьёзных повреждениях или ранениях не сообщалось. Представитель израильской армии заявил, что Израиль отнёсся к стрельбе «очень серьёзно» и возложил ответственность на правительство Ливана[19][20]. Ответственность взяли на себя «Бригады Абдуллы Аззама» и «Батальоны Зиада Джарры», группировки, связанной с «Аль-Каидой»[7]. В своём заявлении они связали нападение с беспорядками на Храмовой горе в 2009 году: «Евреи-оккупанты осмелились неоднократно совершать набеги на внутренний двор Аль-Аксы… В ответ на эту агрессию батальон Зияда Джаррах открыл огонь»[21]. Тем не менее, президент Ливана Мишель Сулейман заявил, что ответственность за нападение несёт «израильский агент»[22]. Соединённые Штаты осудили нападение и имея в виду «Хезболлу», заявили, что необходимость разоружить все ливанские группировки[23]. ЮНИФИЛ начали расследование инцидента. На следующий день ливанские военные обнаружили ещё четыре готовые к запуску ракеты в саду и на балконе дома, принадлежащего мэру Хулы[20]. Позже ливанская армия арестовала Фади Ибрагима из Эйн-эль-Хильве недалеко от Сидона за запуск ракеты. Сообщается, что Ибрагим был членом Фатх аль-Ислам, связанного с Аль-Каидой. По данным ливанской газеты «А-Сафир», Ибрагим и его последователи также несут ответственность за обнаруженные впоследствии ракеты[24].

## 2010
- 3 августа. Ливанская армия атаковала пост ЦАХАЛ снайперским огнём, убив израильского офицера и ранив ещё одного. Войска ЦАХАЛа на месте происшествия открыли ответный огонь, а Израиль ответил авиационными и артиллерийскими ударами по позициям ливанской армии, в результате чего двое ливанских солдат были убиты и пятеро ранены. Также был убит ливанский журналист, один был ранен. Ливанцы заявили, что они ответили на нарушение Израилем их суверенитета, когда израильские войска пересекли границу и начали вырубать дерево, находившееся на ливанской территории. Израильтяне отрицают нарушение суверенитета Ливана и утверждают, что дерево находится на их территории. Временные силы Организации Объединённых Наций в Ливане (ВСООНЛ) подтвердили позицию Израиля, добавив, что Израиль заранее проинформировал их о пограничных работах[25][26][27].

## 2011
- 1 августа. Израильские и ливанские солдаты вступили в перестрелку. Сначала сообщалось, что был убит ливанский солдат, но позже ВСООНЛ заявили, что никто не погиб. Выводы ВСООНЛ показали, что израильские войска не пересекали границу и не было никаких причин для столкновения[28][29].
- 29 ноября. Вскоре после полуночи по Израилю были выпущены четыре[7] 122-миллиметровые ракеты из района между Айта-Шааб и Румайшем на юге Ливана. Две ракеты упали недалеко от израильских населённых пунктов Биранит и Нетуа в Западной Галилее, примерно в 700 метрах от ливанской границы. О травмах и повреждениях не сообщалось[30]. Ещё две ракеты разрушили курятник и привели к возгоранию баллона с пропаном[31][32]. Ответственность за нападение на Израиль взяла на себя группировка «Бригады Абдуллы Аззама», связанная с «Аль-Каидой». Часть заявления, приписываемого группе, гласила: «Во вторник утром 29.11.2011 подразделение бригад Абдуллы Аззама обстреляло сионистские поселения на севере Палестины с юга Ливана, и ракеты поразили свои цели»[33]. Позже группировка опровергла это и предположила, что ответственность лежит на Сирии и «Хезболле»[34]. Сама «Хезболла» отрицает какую-либо связь с нападением[35]. Генеральный секретарь ООН Пан Ги Мун осудил нападение и призвал к «максимальной сдержанности» со стороны заинтересованных сторон. Госдепартамент США также осудил нападение, назвав его «провокационным актом», подрывающим стабильность Ливана и нарушающим резолюцию 1701[35].
- 11 декабря. Ракета, выпущенная по Израилю из южно-ливанской деревни Мадждал-Силим, упала попав в дом в Хуле, Ливан, ранив ливанскую женщину[36].

## 2012
- 21 ноября. По словам официальных лиц Бейрута, две ракеты, выпущенные из Ливана по Израилю, упали на территории Ливана[37]. Накануне патруль ливанской армии обнаружил две готовые к запуску 107-мм ракеты «Град» между деревнями Хальта и Мари, примерно в 2 милях от израильской границы. Силовики обезвредили ракеты. Официальный представитель ЦАХАЛа бригадный генерал Йоав Мордехай заявил, что за этим, вероятно, стояли палестинские группировки в Ливане[38]. 22 ноября ливанская армия обезвредила ещё одну ракету, нацеленную на Израиль, в Марджаюне, примерно в 10 километрах от границы[39].

## 2013
- 26 мая. Ракета выпущена с юга Ливана в сторону Израиля, но неясно, где именно она упала, и немедленных сообщений о разрушениях внутри Израиля не поступало[40].
- 22 августа. Четыре ракеты «Катюша», были выпущены с юга Ливана по северу Израиля, сработали сирены воздушной тревоги в Акко, Нагарии и других районах Западной Галилеи, не причинив жертв, но причинив некоторый ущерб. Система защиты «Железный купол» перехватила одну из ракет. Ответственность за нападение взяли на себя «Бригады Абдаллы Аззама». США осудили ракетный обстрел и назвали его нарушением резолюции 1701 Совета Безопасности ООН[41][42].
- 16 декабря. Ливанский солдат, действуя без приказа, обстрелял гражданский автомобиль, которым ехал израильский военно-морской офицер, вдоль границы, убив его. Затем солдат скрылся с места происшествия и сдался ливанским властям. Вскоре после этого войска ЦАХАЛа, действовавшие на израильской стороне границы в районе, где был убит офицер, открыли огонь по тому, что пресс-секретарь ЦАХАЛа назвала «подозрительным движением» на ливанской стороне границы, ранив двух ливанских солдат[43].
- 29 декабря. Две ракеты или миномётных снаряда взорвались вблизи города Кирьят-Шмона[44].

## 2014
- 11 июля. В сторону Израиля было выпущено три ракеты[45].
- 14 июля. Две ракеты «Катюша», выпущенные из Ливана по северному израильскому городу Нагария, упали на открытой территории. О травмах и разрушениях не сообщается[46].
- 24 августа. Ракета, выпущенная из Ливана, попала в здание в Верхней Галилее. В результате двое детей получили лёгкие ранения шрапнелью, а четверо были шокироавны[47].
- 25 августа. Ливанские боевики выпустили по Израилю две ракеты, что вызвало срабатывание ракетных сирен в приграничных городах, включая Кирьят-Шмону и Метулу[48].

## 2015
- 20 декабря. Три ракеты были выпущены по северо-западу Израиля. Сирены звучали в районе Нагарии и Шломи. Об ущербе не сообщалось[49].

## 2019
- 1 сентября «Хезболла» выпустила ракеты из Ливана по Израилю и заявила о потерях среди израильтян[50]. Автомобиль ЦАХАЛа, сначала идентифицированный как бронированный джип, окрашенный в красную еврейскую звезду (как на скорой помощи), позже выяснилось, что автомобиль, использовавшийся в тот момент в качестве машины скорой помощи, подвергся обстрелу противотанковой ракетой, выпущенной «Хезболлой»[51]. Поступали противоречивые сообщения: некоторые утверждали, что ракеты поразили или даже уничтожили машину ЦАХАЛа, а другие источники указывали, что она не попала в цель[52]. Премьер-министр Биньямин Нетаньяху заявил, что ни один израильтянин не пострадал[51]. Двое военнослужащих ЦАХАЛа, очевидно раненые, были отправлены в хайфский медицинский центр Рамбам, но, по данным Израиля, освобождены без какой-либо медицинской помощи[51][53].
- 31 октября. Израильский беспилотник был атакован зенитной ракетой, выпущенной Хезболлой в Южном Ливане. «Хезболла» заявила, что дрон был сбит, а Израиль это отверг[54].

## 2021
- 13 мая. Из района Клайли в сторону северного Израиля были запущены три ракеты. Армия обороны Израиля заявила, что ракеты упали в Средиземном море, не причинив ущерба, а свидетели в городе Хайфа сообщили, что слышали три взрыва ракет, упавших в море[55].
- 14 мая. Ракета взорвалась в Западной Галилее[56].
- 17 мая. Ракеты были выпущены из южного Ливана в сторону северного Израиля. По данным Временных сил ООН в Ливане, из района Рачайа-эль-Фухар было выпущено 6 ракет, что вызвало срабатывание сирен в кибуце Мисгав-Ам[57].
- 18 мая. Запустили шесть снарядов, но они не смогли пересечь границу[58][59][60].
- 19 мая. Четыре ракеты были выпущены с южного Ливана в сторону северного Израиля, что вызвало срабатывание сирен в Хайфе. Одна ракета была перехвачена «Железным куполом», другая приземлилась на открытой местности, а две приземлились в Средиземном море[61].
- 20 июля. Ранним утром 20 июля с юга Ливана в сторону Израиля были выпущены две ракеты. Одна ракета была перехвачена «Железным куполом», а другая приземлилась на открытой местности[62].
- 4 августа. Сразу после полудня 4 августа с юга Ливана в сторону Израиля были выпущены три ракеты. Две ракеты упали в Кирьят-Шмоне, а третья упала в Ливане[63].
- 6 августа. С Ливана запустили 19 ракет. Сирены сработали в Снире, Эйн-Кинийе, и Неве-Ативе. 10 ракет Израиль перехватил перехвачены, три не смогли долететь до Израиля, а шесть упали на пустырях.

## 2022
- 25 апреля. Сразу после полуночи 25 апреля одна ракета была выпущена с юга Ливана по Израилю. Ракета приземлилась на открытой местности недалеко от Шломи[64][65].

## 2023
- 6 апреля. Днём 6 апреля с юга Ливана по Израилю было выпущено 34 ракеты, что стало крупнейшей ракетной атакой за 17 лет со времён Второй ливанской войны[66]. По меньшей мере 25 ракет были перехвачены, а минимум пять попали в здания, в результате чего три человека получили ранения[67]. Вечером в сторону Метулы были выпущены две ракеты, ущерба причинено не было[68].
- 6 июля. Две противотанковые управляемые ракеты были выпущены с юга Ливана по Гаджару[69]. Позже израильские СМИ сообщили, что ракеты были выпущены по машинам ЦАХАЛа, патрулировавшим близ села[70].
- 8 октября. Выпущены миномётные снаряды[71].
- 9 октября. Из Ливана по Израилю были выпущены два миномётных снаряда. Один из них приземлился в Ливане, а другой поразил открытую местность в Израиле[72].
- 10 октября. «Хезболла» выпустила управляемую ракету[73]. Ближе к вечеру по Израилю из районов южного Ливана был выпущен около 15 ракет. «Железный купол» перехватил четыре, а остальные приземлились на открытой местности[74].
- 11 октября. Рано утром «Хезболла» выпустила несколько противотанковых управляемых ракет по посту ЦАХАЛа недалеко от границы. «Хезболла» заявила, что атака привела к «большому количеству» жертв, в то время как ЦАХАЛ не прокомментировал цифры потерь[75].
- 12 октября. От ракеты погиб солдат, а другой был ранен[76].
- 13 октября. Подвергся обстрелу кибуц Ханита[77].
- 14 октября. Днём «Хезболла» выпустила около 30 миномётных снаряда и несколько противотанковых управляемых ракет по позициям ЦАХАЛа возле ферм Шебаа[78].
- 15 октября. В течение дня «Хезболла» выпустила по меньшей мере 6 противотанковых управляемых ракет по позициям ЦАХАЛа и израильскому городу Штула. В Штуле погиб один мирный житель, а ещё трое было ранено[79][80][81]. От ракетного обстрела погиб командир 75-го батальона бригады «Голани» Амитай Гранат[82][83]. Также в течение дня с юга Ливана по израильскому городу Нагария было выпущено около 9 ракет. ХАМАС взял на себя ответственность за нападение, ущерба не было[79].
- 16 октября. Во второй половине дня были обстреляны позиции ЦАХАЛа вблизи границы, ответственность за которую взяла на себя «Хезболла»[84]. «Хезболла» заявила, что начала уничтожать камеры наблюдения на нескольких постах израильской армии[85].
- 17 октября. В результате попадания противотанковой ракеты из Ливана в израильский город Метула, три человека получили ранения[86]. Позже в тот же день две ракеты были выпущены из Ливана в сторону Кирьят-Шмоны. Один был перехвачен «Железным куполом», а второй приземлился в поле; травм не было[87].
- 18 октября. Рано утром «Хезболла» выпустила противотанковую управляемую ракету по силам ЦАХАЛа возле Штулы[88]. Вечером «Хезболла» выпустила несколько противотанковых управляемых ракет по целям возле Мааян-Баруха, Рош-ха-Никры и Штулы[89][90]. Примерно через час за этим последовал ещё один обстрел противотанковыми управляемыми ракетами возле Метулы, миномётный обстрел ферм Шебаа и запуск 9 ракет в сторону Кирьят-Шмоны[91]. Четыре ракеты были перехвачены «Железным куполом», одна упала в городе, а остальные упали на открытой местности; один мирный житель получил ранения[90].
- 19 октября. Около полудня «Хезболла» выпустила две противотанковые управляемые ракеты по Манаре[92]. Несколько часов спустя по северным израильским городам Нагария, Шломи и Кирьят-Шмона было выпущено 30 ракет. Пострадали люди и девятиэтажный жилой дом в Кирьят-Шмона[93]. Хотя большинство ракет упало на открытой местности или было перехвачено «Железным куполом», в результате удара в Кирьят-Шмоне пострадали 3 человека[94]. Армия обороны Израиля обвинила Хезболлу и ответила авиаударами по объектам Хезболлы на юге Ливана[95]. ХАМАС заявил, что ответственность за ракетные обстрелы несут его ячейки в Ливане[96].
- 20 октября. Во второй половине дня, после многочисленных обстрелов пограничных постов ЦАХАЛ ранее в тот же день, по постам ЦАХАЛ вдоль границы было выпущено несколько противотанковых управляемых раке[97]. Некоторое время спустя по Метуле было выпущено две ракеты; повреждений не было[98]. Несколько часов спустя по войскам ЦАХАЛа недалеко от Нетуа было выпущено ещё больше противотанковых управляемых ракет. Армия обороны Израиля объявила, что в результате перестрелки был убит израильско-американский солдат запаса, а трое других были ранены[99][100].
- 21 октября. Днём из Ливана было выпущено несколько ракет по фермам Шебаа[101]. Были выпущены противотанковые управляемые ракеты по Маргалиоту и Ханите, в результате чего двое иностранных рабочих получили ранения[102]. Вечером из Ливана в направлении Барама[ивр.] была выпущена ещё одна противотанковая управляемая ракета. В результате один солдат ЦАХАЛа был серьёзно ранен, а двое других получили лёгкие ранения[103].
- 22 октября. Поздно утром по фермам Шебаа была выпущена противотанковая управляемая ракета[104]. Днём в сторону Йифтаха[ивр.] было выпущено несколько миномётных снарядов. Вечером по Араб эль-Арамше[ивр.] была выпущена противотанковая управляемая ракета[105].
- 23 октября. Вечером по Кирьят-Шмоне была выпущена противотанковая управляемая ракета. В результате двое израильтян получили ранения, а также один дом был повреждён[106].
- 24 октября. Во второй половине дня по Манаре была запущена противотанковая управляемая ракета[107]. Некоторое время спустя по Элькошу и Нетуа было выпущено несколько миномётных снарядов.
- 25 октября. Около 16:00 в сторону израильской территории по Кирьят-Шмоне были выпущены 4 ракеты, которые упали на открытой местности[108][109].
- 27 октября. Во второй половине дня «Хезболла» обстреляла посты ЦАХАЛа в деревнях Авивим и Мисгав-Ам[ивр.][110][111].
- 28 октября. Во второй половине дня несколько ракет было выпущено по Мисгав-Ам и Маргалиоту, а противотанковые управляемые ракеты были выпущены по приграничным населённым пунктам. Несколько часов спустя по Зариту и Штуле было выпущено ещё больше ракет[112].
- 29 октября. Бригады «Изз ад-Дин аль-Кассам» выпустили 16 ракет по Кирьят-Шмоне, попав в жилой дом[113].
- 30 октября. Подразделение Сирийской арабской армии выпустило ракеты в сторону Израиля[113].
- 1 ноября. «Хезболла» нанесла несколько ударов противотанковыми управляемыми ракетами по Йифтах[114].
- 2 ноября. «Хезболла» утверждает, что атаковала 19 военных объектов ЦАХАЛа с применением ракет и артиллерийских снарядов[115]. «Хезболла» открыла огонь односторонними ударными дронами по позициям ЦАХАЛа[115]. Бригады «Изз ад-Дин аль-Кассам» обстреляли ракетами Кирият-Шимону[115].
- 4 ноября. «Хезболла» атаковала несколько постов ЦАХАЛа, в том числе один в Джал-эль-Алламе, двумя ракетами наземного базирования «Буркан»[116].
- 5 ноября. «Хезболла» сбила израильский беспилотник Elbit Hermes 450 над Эн-Набатией[117]. Обломки дрона упали на дома в городах Забдин[араб.] и Харуф[араб.][118]. Один израильский мирный житель погиб в результате попадания противотанковых ракет в кибуц Йифтах[119]. «Хезболла» обстреляла Кирьят-Шмону[120].
- 6 ноября. Бригады «Изз ад-Дин аль-Кассам» взяли на себя ответственность за запуск 16 ракет из Ливана по районам к югу от Хайфы[121]. «Хезболла» и бригады «Изз ад-Дин аль-Кассам» также совершили 4 трансграничных нападения на север Израиля[122].
- 8 ноября. «Хезболла» выпустила противотанковую управляемую ракету, в результате которой двое солдат ЦАХАЛа были ранены недалеко от Довева[ивр.] на севере Израиля[123].
- 9 ноября. «Хезболла» и другие боевики совершили три трансграничных нападения на север Израиля[123].
- 10 ноября. «Хезболла» выпустила противотанковые ракеты по посту ЦАХАЛа в Манаре, в результате чего четыре солдат получили серьёзные ранения[124]. «Хезболла» провела три атаки беспилотников на север Израиля, нацеленные на позиции ЦАХАЛа и мирных жителей[125].
- 11 ноября. «Хезболла» заявила, что совершила два трансграничных нападения на израильские посты, в результате которых были жертвы, но неизвестно сколько[126].
- 12 ноября. В результате противотанковых ракетных и миномётных обстрелов «Хезболлы», был ранен 21 израильтянин, в том числе 7 солдат ЦАХАЛа и 6 сотрудников Израильской электрической корпорации, проводивших ремонтные работы[127]. «Хезболла» также заявила, что в ходе отдельной атаки сбила бульдозер ЦАХАЛа. Бригады «Изз ад-Дин аль-Кассам» заявили о двух отдельных нападениях на израильские города к северу от Хайфы[128].
- 13 ноября. Удар «Хезболлы»[129]. Неизвестные боевики выпустили противотанковые управляемые ракеты, в результате чего двое израильтян были ранены недалеко от Нетуа[ивр.][130].
- 14 ноября. Ракеты из Ливана упали на открытых площадках израильских посёлков Штула, Шомера и Зарит[ивр.]. «Хезболла» также выпустила три противотанковые ракеты по позициям ЦАХАЛа[131][132].
- 15 ноября. «Хезболла» выпустила противотанковую управляемую ракету по группе солдат ЦАХАЛа возле израильского пограничного пункта Биркат-Риша[133].
- 16 ноября. Утром «Хезболла» выпустила шесть противотанковых ракет по Израилю. Во второй половине дня «Хезболла» атаковала многочисленные города вблизи границы и нацелилась на военные собрания в Штуле и Хадаб-Яроне[134][135].
- 17 ноября. «Хезболла» обстреляла военные посты на севере Израиля.
- 18 ноября. «Хезболла» выпустила беспилотник класса «земля-воздух» по израильскому «Гермесу 450», уничтожив его[136], а также выпустила ракету «Буркан» по северному Израилю[137].
- 20 ноября. База ЦАХАЛа Биранит[ивр.] сильно пострадала от обстрела «Хезболлой» ракетами «Буркан»[138].
- 21 ноября. Неизвестные боевики запустили беспилотник одностороннего действия, нацеленный на силы ЦАХАЛа вдоль границы[139].
- 22 ноября. В Северном округе Израиля зазвучали сирены после того, как общины Нетуа, Зарит и Йифтах подверглись обстрелу ракетами из Ливана[140]. «Хезболла» совершила две атаки на Маликию[141].
- 23 ноября. В ходе одного из крупнейших обстрелов «Хезболлы» с начала боевых действий из Ливана по Верхней Галилее было выпущено от 30 до 50 ракет[142].
- 24 ноября. Армия обороны Израиля перехватила ракету класса «земля-воздух», выпущенную по её самолёту на территории Ливана. «Хезболла» заявила о 23 других нападениях на север Израиля[143].
- 2 декабря. Выпущена ракета[144].
- 11 декабря. Ливан запустил по израильскому району Метула противотанковые ракеты[145].
- 17 декабря. Из Ливана в направлении районов Хар-Дова и Рош-ха-Никра были запущены ракеты[146].
- 19 декабря. Из Ливана по Израилю было совершено несколько выстрелов[147].

## 2024
- 6 января. Примерно в 8 утра сработали сирены воздушной тревоги в десятках других населённых пунктов, таких как Цфат, Кармиэль, Рош-Пина, Маалот-Таршиха. «Хезболла» из Ливана запустила более 60 ракет, а до земли Израиля долетели около 40 ракет. Остальные, скорее всего, в Ливане[148].
- 9 февраля. Вечером из Ливана запустили примерно 30 ракет в направлении базы на горе Мерон.
- 14 февраля. Выпущенные ракеты убили одного жителя города Цфат и ранили восемь человек[149][150].
- 4 марта. Один иностранный рабочий был убит, а ещё семь ранены от обстрела из Ливана[151].
- 5 марта. Примерно тридцать ракет были использованы для обстрела города Кирьят-Шмона[152].
- 25 марта. Из Ливана запустили примерно 15 ракет и снарядов[153].
- 12 апреля. Более 50 ракет запустили в течение 20 минут[154][155].
- 19 апреля. Из Ливана запустили три снаряда по кибуцу Ифтах[англ.][156].
- Май. За месяц май Хезболла обстреляла Израиль 325 раз[157][158].
- 1 мая. Выпущены две противотанковые ракеты по посёлку Штулах[159].
- 1 июня. Выпущены два снаряда в направлении города Кирьят-Шмона[160].
- 2 июня. Из Ливана по Акко и Нагарии запустили ракеты, вызвавшие пожары[161]. В 15:00 «Хизбалла» послала два беспилотника по Нагарии, сообщается, что один не смогли сбить и он вызвал пожар. В 19:19 по Нагарии выпустили зенитный снаряд, который взорвался в воздухе, а его осколки вызвали пожар. В 21:15 Хизбалла запустила тяжелую ракету типа «Буркан» по Метуле[157].
- 3 июня. Совершён ракетный обстрел в 8:18 в Хурфейше, а затем ещё один в 8:21 в Алькоше, Матате и Хурфейше, сработала система предупреждения[162]. Обстрел Кирьят-Шмоны вызвал сильные пожары, которые пытались тушить не один час и они продлились более чем сутки[163]. Из-за пожаров прервалась связь с кибуцами Кфар-Гилади и Неот-Мордехай[164]. Предположительно могли применяться фосфорные снаряды[165].
- 4 июня. Запуск ракет и дронов «Хезболлой» привел к срабатыванию сирен предупреждения о ракетном обстреле начиная с раннего утра. Обстреляна Кирьят-Шмона, а также различные населённые пункты Галилеи. В 09:15 был обстрелян район Рамим. Из-за обстрела в Цфате начался пожар. В связи с огнем движение по дороге Хацор-ха-Глилит-Амука было прекращено. Один человек получил ранения и обратился за медицинской помощью[163].
- 8 июня. Суббота. Снарядами был обстрелян населенный пункт Зарит, сработала воздушная тревога. Два снаряда было перехвачено израильскими силами ПВО. Снаряды упали и в незаселённых районах[166]. Вечером как минимум пять ракет было выпущено по Кирьят-Шмоне. Так же кибуцы Мисгав-Ам и Малкия подверглись обстрелам противотанковыми ракетами. Несколько зданий были повреждены. В соседних населённых пунктах из-за обстрела начались пожары[167].
- 9 июня. Совершён ракетный обстрел по Мисгаву. В результате атаки ракеты попали по открытой местности[168].
- 27 июля. Удар по Мадждаль-Шамсу на севере Голанских высот, 12 погибших.